# Filmin
O Filmin é uma plataforma online de streaming, lançada em 2007, em Espanha, dedicada ao cinema independente. Esta plataforma está também disponível em Portugal, tendo sido lançada no país em 2016.

## História
A empresa foi fundada em 2007, por Juan Carlos Tous, José Antonio De Luna e Jaume Ripoll, com o intuito de disponibilizar o aluguer de filmes independentes de forma online.
Em 2008, o filme espanhol Tiro en la cabeza é lançado na plataforma, tornando-se o primeiro filme espanhol simultaneamente lançado nos cinemas e online.
Em 2010, lançam o modelo de subscrição mensal na plataforma.
Em 2012, obtêm financiamento do programa MEDIA da União Europeia.
Em 2020, os fundos de investimento Nazca Capital e Seaya Ventures (acionista da Cabify e da Glovo ) adquirem  51% das ações da empresa.